# 斯丁语
斯丁语是印度支那半島斯丁族的母語，其使用範圍位於越南南部以及鄰近的柬埔寨地區。該語言與寮國使用的堅語十分相近，甚至可能二者是同一種語言。
斯丁語與遮羅語、墨儂語同被歸類於巴拿語支之下，這個語支與高棉語的關係最為接近。
斯丁語可被分為許多種方言。其中，布羅斯丁語（Bulo Stieng）分佈與越南西南部的平福省、林同省、西寧省以及柬埔寨東部的茶膠省、蒙多基里省。
斯丁語沒有音區及聲調，這與印度支那的其他語言很不相同。